# Percy Beard
Percy Beard (n. 26 ianuarie 1908, Hardinsburg⁠(d), Kentucky, SUA – d. 27 martie 1990, Gainesville, Florida, SUA) a fost un atlet ce a reprezentat Statele Unite ale Americii, medaliat olimpic. A participat la o ediție a Jocurilor Olimpice (1932) în care a câștigat medalia de argint în proba de 110 m garduri.

## Palmares
| An   | Competiție        | Locație                    | Loc | Eveniment     | Note   |
| ---- | ----------------- | -------------------------- | --- | ------------- | ------ |
| 1932 | Jocurile Olimpice | Los Angeles, Statele Unite | 2   | 110 m garduri | 14,7 s |